# ひくまの出版
ひくまの出版（ひくまのしゅっぱん）は、かつて存在していた日本の出版社。絵本、童話、少年少女文学、子供に関連したノンフィクションなどを手掛ける地方出版社だった。

## 概要
社長は那須田敏子。1978年の創業で、静岡県浜松市中央区舞阪町（旧浜名郡舞阪町）弁天島にあった。
社名の「ひくまの」は、子供の絵本に登場する「ヒグマ」ではなく、奈良時代からあるこの地方の古名「曳馬野」（参考：曳馬町の歴史）から命名されたものである。万葉集にも曳馬野を歌った歌「曳馬野に匂う萩原いりみだり衣干すてふ旅のおもいに」などがある。
「忍者サノスケじいさんわくわく旅日記」などのシリーズや「さと子の日記」がミリオンセラーとなるなどで地元での知名度は高く、ピーク時には年売上高約1億3,000万円を計上していたが、その後少子化の進行・メディアの多様化や図書経費などの公共予算縮小によって売り上げが落ち込み、平成26年4月7日、静岡地方裁判所浜松支部から破産手続開始決定を受け、倒産した。